# Tursas
Tursas är en krigsgud i den finska mytologin. Motsvarar åskguden Tor i den germanska mytologin. Även namnet på ett av den finländska kustbevakningens havsgående fartyg.
Asteroiden 2828 Iku-Turso har fått sitt namn efter denna mytologiska figur.